# Villa Gabrielli al Gianicolo
La Villa Gabrielli al Gianicolo è una villa urbana di Roma, nel cui perimetro sorgono oggi le sedi del Pontificio Collegio Americano del Nord, del Pontificio Collegio Urbano de Propaganda Fide e della Pontificia Università Urbaniana.

## Storia
La villa, assai vasta, occupava nella sua estensione originale quasi per intero la porzione settentrionale del Gianicolo. Sorta su preesistenti orti e giardini, la proprietà acquisì un carattere unitario verso la fine del XVIII secolo, quando Pietro Gabrielli, II principe di Prossedi dette incarico all'architetto Francesco Rust di restaurare il casino e progettare il vasto parco. Quest'ultimo, noto per la vastità e la bellezza, era meta frequente del Grand Tour a causa del panorama imprendibile sull'intera città, e della vista assai ravvicinata sulla cupola di San Pietro. Particolarmente famoso era il viale costeggiato da pini, residuo di un precedente giardino barocco, il quale correva sul crinale stesso del Gianicolo e faceva così da sfondo scenografico all'intera città. Le decorazioni interne furono affidate al celebre figurista Liborio Coccetti.
Il periodo di massimo splendore della villa fu negli anni tra il 1820 e il 1840, quando Carlotta Bonaparte Gabrielli vi teneva salotto. La decadenza iniziò già nel 1849 in quanto la villa fu teatro di aspri combattimenti durante l'assedio che pose fine alla Repubblica Romana. Nel 1869, su interessamento personale di Pio IX, la villa fu acquisita dall'amministrazione pontificia ai principi Gabrielli allo scopo di ampliare il confinante manicomio di Santa Maria della Pietà. Il casino fu così ristrutturato ed ampliato, e quindi adibito ad ospitare pensionanti di condizione agiata. 

Villa Gabrielli in una fotografia degli inizi del 1900.

Con l'Unità d'Italia la villa era divenuta di proprietà dell'Amministrazione provinciale di Roma. Col tempo, altri edifici furono progressivamente costruiti nella porzione del parco più declive e vicina all'esistente manicomio, finché, in seguito al trasferimento dell'intera struttura assistenziale fuori Roma, alla tenuta La Lucchina (nel 1913), la villa attraversò un periodo di abbandono. 
Nel 1925, in parte grazie ad una sottoscrizione pubblica promossa dai vescovi Americani, la villa fu congiuntamente acquistata per 40 milioni di lire dalla Congregazione di Propaganda Fide e dal Pontificio Collegio Americano del Nord, allo scopo di trasferirvi le rispettive sedi. 
La parte più settentrionale della villa fu assegnata alla Congregazione di Propaganda Fide che immediatamente provvide alla costruzione degli edifici del Collegio Urbano e dell'Università Urbaniana, su progetto degli architetti Carlo e Clemente Busiri Vici (1928 - 1933). La parte più meridionale, assegnata al Pontificio Collegio Americano del Nord, non fu interessata dall'edificazione di nuove costruzioni, mentre il casino della villa, all'estremità meridionale della proprietà, e aggettante sulle Mura Aureliane, fu invece adibito a pensionato per sacerdoti e studiosi Americani residenti o in visita a Roma. Solo dopo la seconda guerra mondiale, divenute insufficienti le varie sedi seminarili situate in Roma, fu deciso di trasferire a villa Gabrielli tutte le attività del Pontificio Collegio Americano del Nord. Nel 1952, Pio XII inaugurò l'attuale vasto edificio. 
La costruzione di numerosi edifici dal 1869 ad oggi ha significativamente modificato l'assetto originale del parco, che pure era sostanzialmente intatto fino agli anni venti del XX secolo e che forse ispirò a Ottorino Respighi il terzo tempo del poema sinfonico I pini di Roma, intitolato, appunto, I pini del Gianicolo. Il casino della villa, fortemente alterato rispetto alla struttura originaria, è stato interessato nel 2010 da una ristrutturazione che lo ha adibito a residenza alberghiera per i visitatori del Collegio, con il nome di Casa O'Toole.
Alla firma dei Patti Lateranensi (1929) l'intero territorio della villa fu incluso tra le zone extraterritoriali della Santa Sede, situazione che perdura ancora oggi. 
Da aprile 2014, insieme ad altri undici immobili, ha ottenuto il privilegio di extraterritorialità e l'esenzione da espropriazioni e da tributi.
Il tratto di via del Gianicolo che porta all'ingresso della villa è anche noto con il nome di Via di Villa Gabrielli.